# Women's Margaret River Pro
O Women's Margaret River Pro é um evento do ASP World Tour. Esse evento acontece em Margaret River, Austrália e é disputada atualmente por 18 surfistas, valendo 10,000 pontos no ranking ao seu campeão nesses últimos anos.

## Campeãs
Ref.
| Campeãs |                   |        |                   |        |
| Ano     | Campeã            | Pontos | Vice              | Pontos |
| 2014    | Carissa Moore     | 15.73  | Tyler Wright      | 14.10  |
| 2015    | Courtney Conlogue | 16.93  | Carissa Moore     | 13.13  |
| 2016    | Tyler Wright      | 18.67  | Courtney Conlogue | 14.70  |